# The Sugarhill Gang
A The Sugarhill Gang egy klasszikus rap/diszkózenekar. 1979-ben alakultak meg a New Jersey állambeli Englewoodban. Legismertebb daluk a 14 perces Rapper's Delight, amely felkerült a Billboard Hot 100 listára is. Ez volt az első hiphopszám, amely bekerült a top 40-be. Pályafutásuk alatt öt nagylemezt és kilenc válogatáslemezt dobtak piacra. 1985-ben feloszlottak, de 1994 óta megint együtt vannak. Lemezeiket a Sugar Hill kiadó jelenteti meg.
Tagjai Wonder Mike (Michael Wright), Master Gee (Guy O'Brien) és Hen Dogg (Henry Williams). Rajtuk kívül még többen megfordultak a zenekarban. A Sugarhill Gang egyik volt tagja, Big Bank Hank (Hank Lee Jackson) 2014-ben, 58 éves korában elhunyt. 

## Diszkográfia

### Stúdióalbumok
- Sugarhill Gang (1980)
- 8th Wonder (1981)
- Rappin' Down Town (1983)
- Livin' in the Fast Lane (1984)
- Jump on It! (1999)

### Válogatáslemezek
- Sugarhill Gang Greatest Hits (1984)
- Rapper's Delight: The Best of Sugarhill Gang (1996)
- Ain't Nothin' but a Party (1998)
- Back to the Old School 2 - Rapper's Delights (1999)
- The Sugarhill Gang vs. Grandmaster Flash - The Greatest Hits (2000)
- The Greatest Hits of Sugarhill Gang (2004)
- The Story of Sugarhill Records (2005)
- Hip Hop Anniversary Europe Tour: Sugarhill Gang Live (2008)
- Rhythm and Rhymes: The Definitive Collection (2010)